# Argyria croceicinctella
Argyria croceicinctella là một loài bướm đêm trong họ Crambidae.